# Marcelová
Marcelová est un village de Slovaquie situé dans la région de Nitra.

## Histoire
Première mention écrite du village en 1353.

## Démographie

### Évolution de la population
| Année:               | 1994. | 2004.   | 2014.   | 2024.   |
| -------------------- | ----- | ------- | ------- | ------- |
| Nombre de personnes: | 3773  | 3836    | 3764    | 3794    |
| Différence:          |       | +1,66 % | -1,87 % | +0,79 % |

| Année:               | 2023. | 2024.   |
| -------------------- | ----- | ------- |
| Nombre de personnes: | 3802  | 3794    |
| Différence:          |       | -0,21 % |